# Серкал (Кадавал)
Серкал (порт. Cercal) — район (фрегезия) в Португалии, входит в округ Лиссабон. Является составной частью муниципалитета Кадавал. По старому административному делению входил в провинцию Эштремадура. Входит в экономико-статистический субрегион Оэште, который входит в Центральный регион. Население составляет 534 человека на 2001 год. Занимает площадь 20,32 км².
Покровителем района считается Сан-Висенте (порт. São Vicente).